# Агроэкологическая оценка земель
Агроэкологическая оценка земель
Для разработки и освоения адаптивно-ландшафтных систем земледелия необходима адекватная система агроэкологической оценки земель. Она значительно отличается от традиционной системы землеоценки, практиковавшейся при разработке проектов внутрихозяйственного землеустройства. Общие недостатки прежней системы агрооценки земель в большой мере связаны с узкопотребительским отношением к природопользованию и ограниченностью экологического кругозора.
Агроэкологическая оценка земель – это сопоставление требований сельскохозяйственных культур к условиям произрастания с агроэкологическими условиями конкретной территории. По сути агроэкологическая оценка земель – это оценка их плодородия, при которой, устанавливают насколько выгодно возделывать ту или иную культуру на определенной территории. Без агроэкологической оценки сельскохозяйственный производитель может сеять культуру на поле, где она будет плохо расти и давать низкую урожайность. Практический опыт агроэкологической оценки земель в России показывает, что она позволяет с высокой подробностью и достоверностью выяснить, насколько пригодно конкретное поле для выращивания той или иной сельскохозяйственной культуры. При этом широко распространенная кадастровая оценка земель (по усредненному баллу бонитета, когда коэффициент гумуса складывается с коэффициентом каменистости) со своими баллами не дает той полезной информации для агронома, которую дает агроэкологическая оценка земель.
Задачи агроэкологической оценки земель заключаются в том, чтобы идентифицировать агрономически значимые параметры различающихся участков земель (в соответствии с агроэкологическими требованиями сельскохозяйственных культур и агротехнологий), определить ландшафтные связи между ними, особенности энергомассопереноса и ландшафтно-геохимические потоки, в пределах которых возможны антропогенные преобразования.
Методика проектирования была разработана на кафедре почвоведения Российского государственного аграрного университета – МСХА имени К.А. Тимирязева академиком РАСХН — Кирюшиным Валерием Ивановичем.
Оценка земель сообразуется с системой агроэкологической оценки сельскохозяйственных культур, требования которых сопоставляются с агроэкологическими параметрами земель в процессе формирования агроэкологических типов земель.
Агроэкологическая оценка земель определенным образом соотносится с экономической оценкой (цена земли, прибыль с гектара и т.д.), социоэкологической (условия жизни людей) и эколого-экономической (оценка ущерба от деградации земель и т.д.). 
Агроэкологическая оценка земель осуществляется в соответствии с биологическими требованиями сельскохозяйственных культур к условиям произрастания, их средообразующим влиянием и агротехнологиями. Эти условия сопоставляются с агроэкологическими параметрами первичных земельных участков (элементарных ареалов агроландшафта — ЭАА), на основании чего делается вывод о степени пригодности их для использования под ту или иную культуру. Близкие по условиям возделывания конкретных сельскохозяйственных растений ЭАА объединяются в агроэкологические типы земель, в пределах которых формируются производственные участки. Чем выше уровень интенсификации производства, тем точнее должны быть соответствующие оценки.  